# Quemisia gravis
Quemisia gravis є вимерлим видом гризунів родини Heptaxodontidae. Він монотипний у межах роду Quemisia. Він був ендемічним для Еспаньйоли (сьогодні Гаїті та Домініканська Республіка).